# Anton Eberl
Anton Franz Josef Eberl (Viena, 13 de junio de 1765-ibidem, 11 de marzo de 1807) fue un compositor y pianista austríaco. 

## Biografía
Después de estudiar Derecho se dedicó al piano, un instrumento que practicó desde su infancia. Se convirtió en profesor de piano y creó unas Variaciones para piano que Mozart usó para sus lecciones. Los dos compositores parece que fueron muy cercanos, como lo demuestra la puntuación del autógrafo de una sinfonía de Eberl de 1783 que lleva las correcciones de Mozart. Cuando este murió en 1791, Eberl compuso la cantata funeraria Bey Mozarts Grab (La tumba de Mozart).
En 1796 fue nombrado maestro de capilla y compositor en la corte de Pablo I de Rusia, en San Petersburgo. Lamentablemente, las composiciones de este período se perdieron.
De vuelta a Viena, su ópera La Reina de las Islas Negras fue un fracaso, aunque Franz Joseph Haydn defendió constantemente su obertura. Creó entonces una de sus sinfonías más exitosas, en mi bemol mayor (op. 33), que anuncia a Schubert. 
Murió de septicemia, mientras acababa de componer su última sinfonía dedicada al zar Alejandro I de Rusia.

### Óperas
- Les Bohémiens, ópera cómica en 3 actos (1781), perdida
- Die Marchande des Modes, singspiel en 3 actos (1783)
- Die Hexe Megäre (1790), perdida
- Pyramus und Thisbe, melodrama en 1 acto (1794)
- Der Tempel der Unsterblichkeit, prólogo alegórico (1799), perdida
- Die Königin der schwarzen Inseln, ópera en 2 actos (1801)
- Erwine von Steinheim, parodia en 3 actos (1801)